# VFC Plauen
 (novembre 2023).
Si vous disposez d'ouvrages ou d'articles de référence ou si vous connaissez des sites web de qualité traitant du thème abordé ici, merci de compléter l'article en donnant les références utiles à sa vérifiabilité et en les liant à la section « Notes et références ».
Maillots
Le VFC Plauen est un club allemand de football, localisé dans la ville de Plauen dans la Saxe.

## Histoire
Le club est fondé en 1903 sous l'appellation 1. Vogtländischer Fußballclub Plauen et s'affilie à la VMFV (Verband Mitteldeutschland Fußball Verein). Il connaît quelques succès et au début des années 1930, il remporte son championnat régional (Division Vogtland) en 1930 et 1931. Après la réorganisation du football allemand par les nazis, le 1. VFC Plauen participe à la création de la Gauliga Saxe. Il n'y joue que la seule saison 1933-1934 avant de se voir relégué.
À l'issue de la Seconde Guerre mondiale, la Saxe tombe sous contrôle soviétique. Tous les clubs sportifs et autres associations sont dissous. La Saxe est englobée dans la RDA.
Le VFC Plauen est alors reconstitué sous l'appellation Sportgemeinschaft Plauen-Süd ou SG Plauen-Süden en 1945.
Comme presque tous les clubs d'Allemagne de l'Est, le SG Plauen-Süd change plusieurs fois de forme et de nom au gré des humeurs des responsables politiques. Il se nomme successivement ZSG Zellwolle Plauen (1949), puis BSG Rotation Plauen (1950). Il fusionne avec le BSG Sachsenverlag Plauen, puis gagne ensuite le droit de monter en 2e Division de RDA en 1951. En 1954, le club devient le BSG Wismut Plauen.
Le BSG Wismut Plauen revient en "D2" de 1964 à 1973, sous l'appellation BSG Motor WEMA Plauen. 
Après la réunification allemande de 1990, le club retrouve son appellation originale, qu'il adapte en 1. VFC 1990 Plauen.

## Stade
Le VFC Plauen joue ses rencontres à domicile dans le Vogtlandstadion à Plauen, situé au nord de la localité de Plauen près d'une forêt. Le stade initial est construit en 1934 et rénové en 1937. Il avait une capacité de 4 200 places. Après la Seconde Guerre mondiale, des installations d'athlétisme sont aménagées et le site est modernisé. 
De nos jours, le stade peut accueillir 12 000 personnes (1 400 places assises). Il est pourvu de l'éclairage et d'un marqueur électronique.

## Palmarès
- Champion de Landesliga Sachsen (V): 2 (1991, 1994)
- Champion de NOFV-Oberliga Süd (IV): 1 (2004)
- Vainqueur de la Coupe de Saxe: 2 (1999, 2004)

## Entraîneurs connus
- Frank Papritz (1993–1999)
- Hans-Ulrich Thomale (1999–2000)
- René Müller (2001–2003)
- Tino Vogel (2003–2006)
- Stefan Persigehl (2006–2007)
- Hermann Andreev (2007–2009)
- Jens Starke (2009)
- Ronald Färber (2009-2011)
- Thomas Hoßmang (2011-2012)
- Dirk Berger (2012)
- Michael Hiemisch (2013-...)